# تشاتشا
تشاتشا أو ChaCha هو باحوث (محرك بحث) يقوم بالدفع ل ـ«مرشدين» بشريين ليجيبوا أسئلة المستخدمين. تـُعرف هذه التقنية باسم تقنية البحث الاجتماعي. أنشئت تشاتشا من قبل سكوت أ. جونز (Scott A. Jones) صاحب الفكرة والمنظم، وبراد بوستيك (Brad Bostic) رئيس شركة Bostech. تقع تشاتشا في كارمل، إنديانا، وهي ضاحية في إنديانابوليس.
أطلِقت الإصدار ألفا من الباحوث في 1 سبتمبر 2006، أما الإصدار بيتا فقد ظهر في 6 نوفمبر من نفس السنة. وقد وصل عدد المرشدين في هذه الخدمة إلى 20,000 شخص مع نهاية السنة.

## وصلات خارجية
- موقع محرك بحث ChaCha الرسمي